# Labastide-en-Val
Labastide-en-Val (okzitanisch La Bastida en Val) ist eine französische Gemeinde mit 89 Einwohnern (Stand 1. Januar 2022) im Département Aude in der Region Okzitanien. Sie gehört zum Arrondissement Carcassonne und zum Kanton La Montagne d’Alaric.

## Nachbargemeinden
Nachbargemeinden von Labastide-en-Val sind Villetritouls im Osten, Mayronnes im Süden, Clermont-sur-Lauquet im Südwesten und Villar-en-Val im Nordwesten.

## Bevölkerungsentwicklung
| Jahr      | 1962 | 1968 | 1975 | 1982 | 1990 | 1999 | 2013 |
| Einwohner | 141  | 106  | 90   | 76   | 58   | 75   | 98   |